# Eda Erdem
Eda Erdem o Eda Erdem Dündar (Istanbul, 22 de juny de 1987) és una jugadora de voleibol turca. Va començar la seva carrera en la infraestructura de BJK, l'any 2000 i va arribar a l'equip "A" el 2004. Des del 2008 juga a Fenerbahçe Grundig (de Kadıköy, Istanbul) on és la capitana, i també de la selecció turca. Va jugar més de 300 partits amb la selecció nacional de Turquia des del 2005.

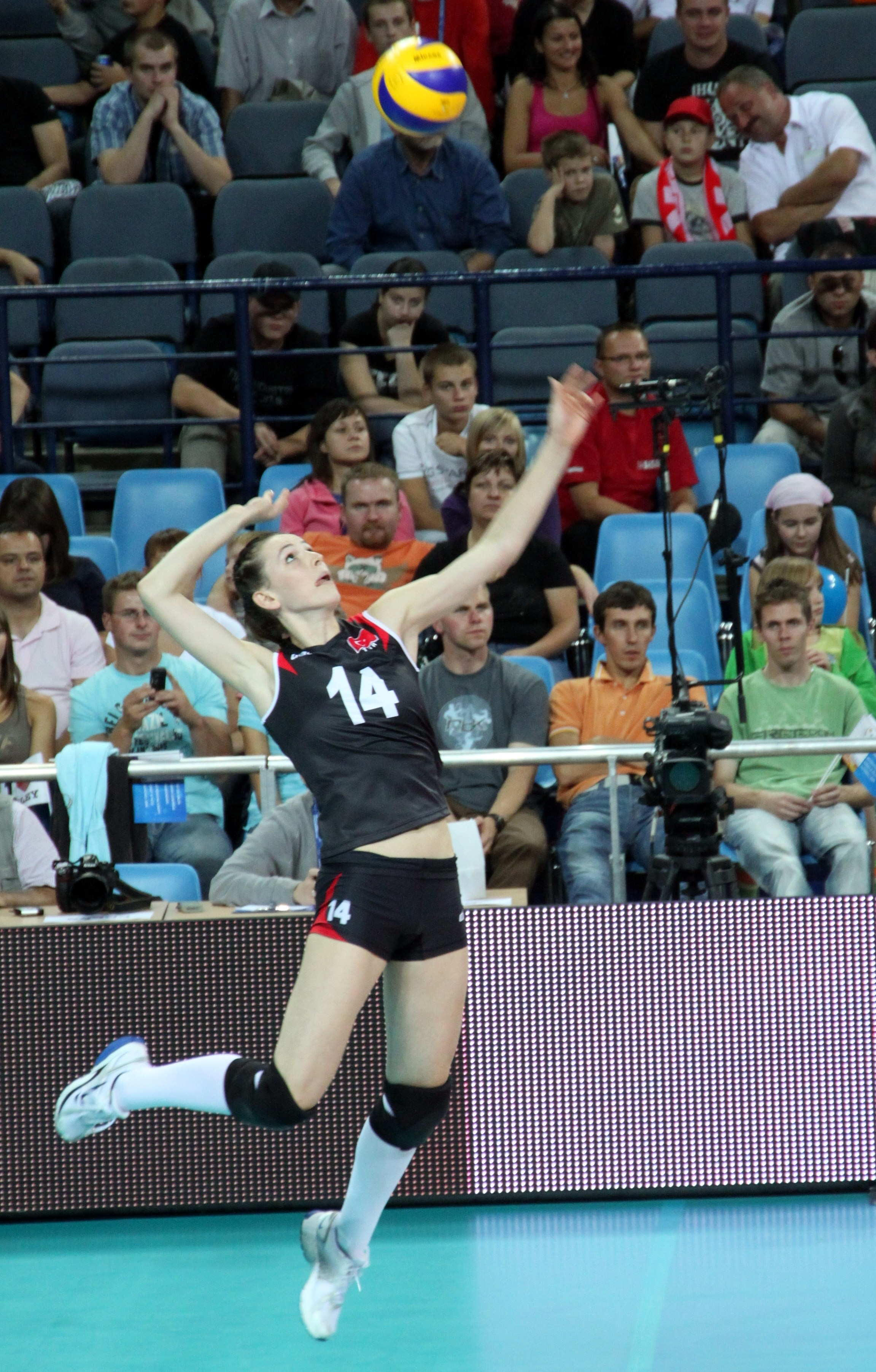
Eda Erdem fent un servei.

Eda Erdem està casada amb Erdem Dündar des del 2011.